# Pontella fera
Pontella fera is een eenoogkreeftjessoort uit de familie van de Pontellidae. De wetenschappelijke naam van de soort is voor het eerst geldig gepubliceerd in 1849 door James Dwight Dana. De soort komt voor in het warme oppervlaktewater van de Indische en Stille Oceaan, tussen 35°N en 30°Z.